# Dom przedpogrzebowy cmentarza żydowskiego przy ul. Ślężnej we Wrocławiu
Kaplica cmentarna na Południu – nieistniejąca już kaplica cmentarna wzniesiona na Starym Cmentarzu Żydowskim we Wrocławiu przy ulicy Ślężnej.
Obiekt został zaprojektowany przez wrocławskich architektów Richarda i Paula Ehrlichów. Kaplica powstała w 1912 na cmentarzu żydowskim przy ulicy Ślężnej. Wzniesiono ją przed bramą główną cmentarza na osi jego głównej alei.
Była to budowla centralna na planie krzyża równoramiennego. Składała się z hali głównej i przedsionków. Miała 48 miejsc siedzących i 300 miejsc stojących. W obiekcie znajdowała się także sala do mycia zwłok i pokój dla grabarzy. Została zniszczona w czasie wojny i rozebrana w latach 70. XX wieku.